# Chelonus rubiginis
Chelonus rubiginis är en stekelart som beskrevs av Mccomb 1968. Chelonus rubiginis ingår i släktet Chelonus och familjen bracksteklar. Inga underarter finns listade i Catalogue of Life.